# Opowieść wigilijna (film 1997)
Opowieść wigilijna (ang. A Chrismas Carol) – amerykański film animowany z 1997 roku. Film miał w Polsce swoją premierę w KidsCo w 2007.

## Fabuła
Animowana, musicalowa wersja powieści Karola Dickensa o świętach Bożego Narodzenia. W wigilijną noc bogaty skąpiec przechodzi wielką przemianę.

## Obsada
- Tim Curry – Ebenezer Scrooge (głos)
- Whoopi Goldberg – duch obecnych świąt (głos)
- Zoë Wanamaker – Belle
- Michael York – Bob Cratchit (głos)
- Edward Asner – Marley (głos)
- Frank Welker – Debit (głos)
- Kath Soucie – pani Cratchit (głos)
- Jodi Benson – Belle (głos)
- John Garry (głos)
- Amick Byram (głos)
- Ian Whitcomb (głos)
- Joe Lala (głos)
- David Wagner (głos)
- Bettina (głos)
- Jerry Houser (głos)
- Sam Saletta (głos)
- Alan Shearman (głos)
- Jarrad Kritzstein (głos)
- Cathy Riso (głos)
- Sidney Miller (głos)
- Kelly Lester (głos)
- Anna Mathias (głos)
- Judy Ovitz (głos)

## Wersja polska
Wersja polska: Toya Sound Studios

Dialogi polskie i reżyseria: Patryk Steczek i Grzegorz Pawlak

Wystąpili:
- Magdalena Dratkiewicz
- Jolanta Jackowska-Czop
- Masza Bogucka
- Beata Olga Kowalska
- Magdalena Zając
- Jacek Łuczak
- Janusz German
- Grzegorz Pawlak
- Radosław Popłonikowski
- Mariusz Siudziński